# Monohandschuh

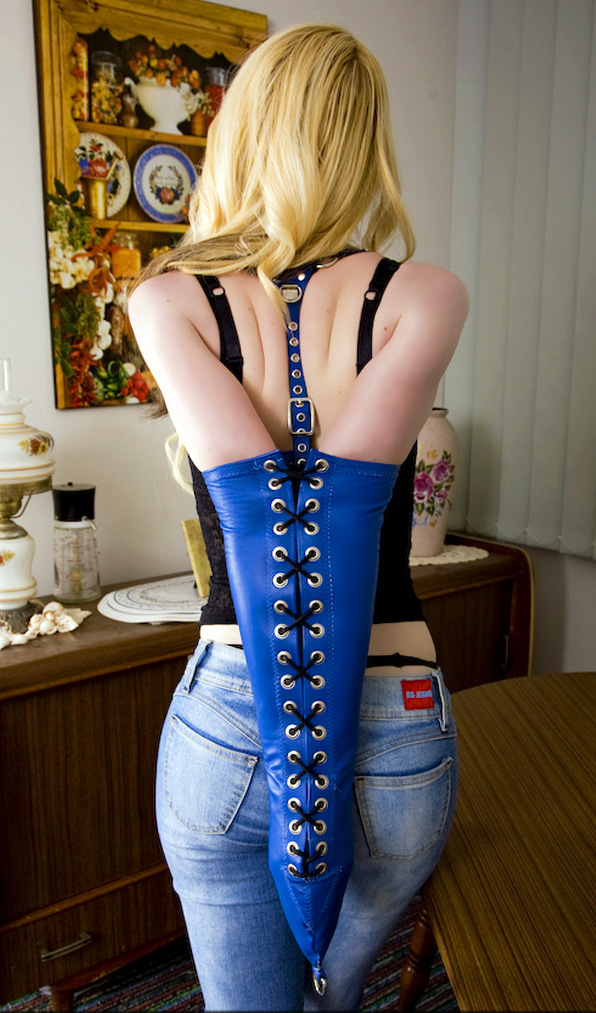
Weiblicher geknebelter Bottom in Bondage durch ledernen Monohandschuh

Ein Monohandschuh ist ein Sexspielzeug, das zur physischen Fesselung eines Partners verwendet wird. Es wird dazu eingesetzt, die Arme in einer relativ bequemen Haltung auf den Rücken zu fixieren. Hierbei sind beide Arme ausgestreckt und, soweit anatomisch möglich, parallel angeordnet. Der gefesselte Partner kann sich aus eigener Kraft nicht befreien.
Ein wesentlicher Nachteil des Monohandschuhs ist, dass in vielen Fällen schon nach wenigen Minuten ein Taubheitsgefühl in den Armen und Händen auftritt, was einer länger dauernden Verwendung Grenzen setzt. Hierfür ist besonders das enge Anlegen im Bereich der Oberarme verantwortlich.
Die Vorrichtung besteht zumeist aus Leder und weist Metallschnallen auf. Gummi- und Elastan-Ausführungen kommen vereinzelt ebenfalls vor, sind aber nicht sehr verbreitet. Einige Modelle weisen zusätzliche Haken, Ösen oder D-Ringe auf, um die Fixierung des Bottom in beliebigen Körperhaltungen zu erleichtern oder dessen Freiheitsgrade weiter einzuschränken. Verwendungen im Rahmen von Strappado oder Hogtie kommen vor, sind jedoch nicht zwingend.
Monohandschuhe werden überwiegend im BDSM-Kontext eingesetzt und finden als Accessoire in der erotischen Fotografie und im Bereich Bondage Verwendung. Insbesondere der Künstler John Willie wurde für die Nutzung entsprechender Motive bekannt.

## Fesselsack
Unter der Bezeichnung Fesselsack existieren Konstruktionsvarianten, die die Fixierung der Arme hinter dem Rücken verschränkt erlauben und hierbei die Unterarme in eine parallele Stellung bringen.